# Premna senensis
Premna senensis là một loài thực vật có hoa trong họ Hoa môi. Loài này được Klotzsch miêu tả khoa học đầu tiên năm 1861.